# 11670 Fountain
11670 Fountain è un asteroide della fascia principale. Scoperto nel 1998, presenta un'orbita caratterizzata da un semiasse maggiore pari a 3,1030096 UA e da un'eccentricità di 0,1164058, inclinata di 0,89174° rispetto all'eclittica.